# Kopfschmerz
Als Kopfschmerz oder Kopfweh (auch Cephalgie, Kephalgie und Kephalalgie sowie Zephalgie und Cephalea) werden Schmerzempfindungen im Bereich des Kopfes bezeichnet. Sie beruhen auf der Reizung von schmerzempfindlichen Kopforganen (Schädel, Hirnhäute,
Blutgefäße im Gehirn, Hirnnerven oder oberste Spinalnerven). Die eigentliche Gehirnsubstanz (ein Teil des Zentralnervensystems) ist nicht schmerzempfindlich. Nach ICD-10 R50-R69 zählt Kopfschmerz zu den Allgemeinsymptomen.

## Epidemiologie

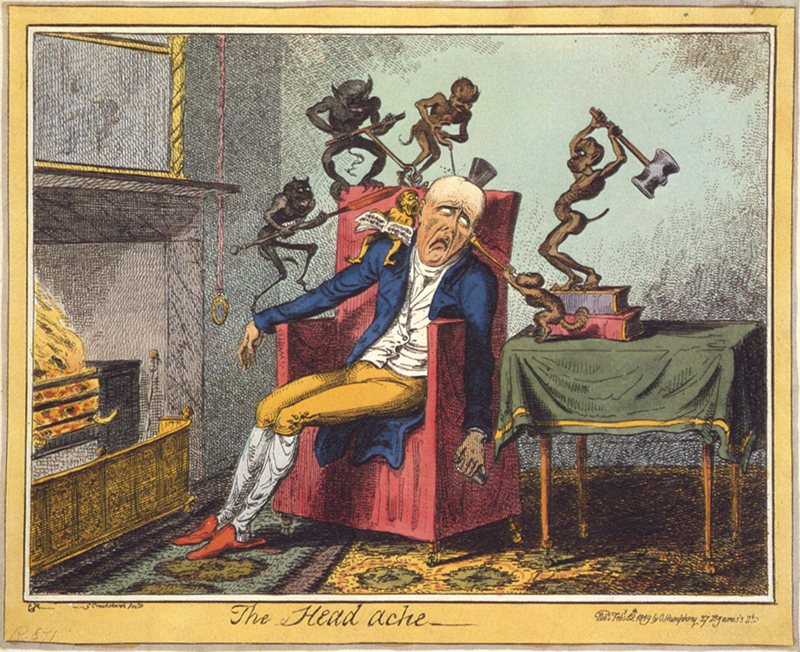
Kopfschmerzkarikatur

Kopfschmerzen gehören neben Rückenschmerzen zu den häufigsten gesundheitlichen Beeinträchtigungen: Etwa 4–5 % der deutschen Bevölkerung leiden unter täglichen und ca. 70 % leiden unter anfallsweisen oder chronischen (immer wiederkehrenden) Kopfschmerzen. In einer großen deutschen Studie gaben etwa 60 % der Befragten über 14 Jahre an, Kopfschmerzen gehabt zu haben. Dabei zeigte sich, dass gehäuft Frauen und Bewohner von Städten über 50.000 Einwohner an Kopfschmerzen leiden.
Dabei entfallen über 90 % der Kopfschmerzerkrankungen auf die beiden primären Kopfschmerzformen Migräne und Spannungskopfschmerzen, die auch kombiniert auftreten können. Zu den primären Kopfschmerzen gehören auch der Cluster-Kopfschmerz, der medikamentenassoziierte Kopfschmerz und der Münzkopfschmerz. Gemeinsam haben sie, dass bei bildgebender Diagnostik kein sichtbares Korrelat gefunden werden kann.
Bei den primären Kopfschmerzen ist der Schmerz selbst die Erkrankung. Ihre Ursache ist immer noch nicht genau bekannt und kann deshalb auch nicht immer beseitigt werden. Die Vorbeugung zielt darauf hin, bekannte Auslöser und Faktoren für die Entstehung zu vermeiden. Die Behandlung besteht in einer schnellen und anhaltenden Schmerzlinderung.
Sekundäre, das heißt als Begleiterscheinung einer anderen Erkrankung auftretende Kopfschmerzen sind wesentlich seltener. Sie müssen aber gut beobachtet werden, und ihre Ursachen müssen gegebenenfalls schnell beseitigt werden. Eine Ursache für sekundären Kopfschmerz kann zum Beispiel eine sogenannte craniomandibuläre Dysfunktion sein, bei der durch Zahnfehlstellung und Fehlstellung der Kiefer Verspannungen entstehen, die zu Kopfschmerzen und auch zu Rückenschmerzen führen können.

## Unterteilung
Der heutigen Medizin sind über 250 verschiedene Arten von Kopfschmerzen bekannt. Im Jahre 2013 wurde die dritte Auflage der internationalen Kopfschmerzklassifikation in einer Betaversion mit 367 Hauptdiagnosen publiziert.
Bis zum Jahre 1960 gab es weltweit keine internationale, akzeptierte und einheitlich verwendete Klassifikationsgrundlage von Kopfschmerzen. Erst im Jahre 1962 publizierte ein Ad-hoc-Komitee des National Institute of Health erstmals eine Klassifikation von Kopfschmerzerkrankungen. Grundlage dieser Klassifikation war eine primär ätiologische Herangehensweise. Man versuchte, abgrenzbare Kopfschmerzursachen verschiedenen diagnostischen Gruppen zuzuordnen. Die Kopfschmerzerkrankungen waren durch kurze Glossardefinitionen charakterisiert. Die Internationale Kopfschmerzgesellschaft (International Headache Society, IHS) wurde im Jahre 1982 gegründet. Im Jahre 1985 wurde von der IHS ein Kopfschmerzklassifikationskomitee eingerichtet, das eine internationale konsensfähige Kopfschmerzklassifikation erarbeiten sollte. In Subkomitees wurden operationalisierte Kriterien auf der Basis empirischer Befunde und, falls diese nicht vorhanden war, auf der Basis von Konsensbildungen zwischen den Experten aufgestellt. Im Jahre 1988 wurde erstmals eine Kopfschmerzklassifikation auf der Grundlage solcher operationalisierter diagnostischer Kriterien publiziert, die Classification and diagnostic criteria for headache disorders, cranial neuralgias, and facial pain, ICHD-1. Die Weltgesundheitsorganisation (WHO) hat die Kopfschmerzklassifikation der Internationalen Kopfschmerzgesellschaft übernommen und in die ICD-10 sowie in die ICD-10 NA (NA: Neurological Application) aufgenommen. Die 2. Auflage der Internationalen Kopfschmerzklassifikation, International Classification of Headache Disorders (ICHD-2), erschien im Januar 2004. Im Juli 2013 folgte die 3. Auflage (IHS-ICHD-3 Beta).
Es erfolgt eine Gliederung der Kopfschmerzen einerseits nach ihrer Ursache, andererseits nach ihrer Art, wobei die klinische Unterteilung nicht streng getrennt erfolgt.

### Nach der Ursache
primärMigräne, Cluster-Kopfschmerz und andere trigemino-autonome Kopfschmerzerkrankungen, Spannungskopfschmerz
sekundärKopfschmerzen nach Trauma, bei intrakraniellen Tumoren, Blutungen usw.

### Nach der Art
- Migräne (mit Unterformen)
- Spannungskopfschmerz
- Cluster-Kopfschmerz (Bing-Horton-Syndrom)
- Kopfschmerz bei Medikamentenübergebrauch
- Kopfschmerzen bei Halswirbelsäulen-Erkrankungen (insbes. degenerativ, C2-Syndrom)
- Kopfschmerzen nach einem Halswirbelsäulen-Trauma
- Glaukomanfall (auch das kann (lokalisierte) Kopfschmerzen verursachen)
- Gesichtsschmerzen (Trigeminusneuralgie, Zoster ophthalmicus, atypischer Gesichtsschmerz usw.)
- Riesenzellarteriitis
- Subarachnoidalblutung
- Sexualkopfschmerz
- Kopfschmerzen bei einer Entzündung der Nasennebenhöhlen[9]

## Therapie
Durch die vielen verschiedenen Formen von Kopfschmerzen ist auch die Therapie sehr vielfältig. In der Selbstmedikation stehen verschiedene Wirkstoffe zur Verfügung, die pflanzlich oder synthetisch gewonnen werden.
SynthetischBei der medikamentösen Therapie sind die vier gebräuchlichsten Wirkstoffe gegen Kopfschmerzen Acetylsalicylsäure, Paracetamol, Ibuprofen sowie Propyphenazon. Auf Grund der Nebenwirkungen und auch der Interaktionen mit anderen Arzneimitteln sollte eine Absprache mit einem Arzt oder Apotheker erfolgen.
SpannungskopfschmerzenZur Spannungskopfschmerz-Therapie gehören auch Wärmeanwendungen, Massagen und Dehnübungen. Spannungskopfschmerzen entstehen z. T. dann, wenn sich die Verspannung der Nackenmuskulatur bis in den Kopfbereich fortsetzen. In diesem Fall hilft es, die Muskulatur zu lockern.
MigräneIn der Migränetherapie sollte vorerst immer eine Absprache mit dem Arzt erfolgen, ob es sich wirklich um eine Migräne handelt. Auch hier gibt es mehrere Wirkstoffe zur Auswahl, eine spezifische Wirkstoffgruppe sind die Triptane.
Bei anfallsartigem Kopfschmerz, Cluster-Kopfschmerz, Kopfschmerz der länger als 3 Tage andauert, Kopfschmerz in Zusammenhang mit Übelkeit und Erbrechen, Kopfschmerz bei eingeschränkter Nieren- oder Leberfunktion, Kopfschmerz in Zusammenhang mit der Einnahme anderer Medikamente sowie bei Kindern unter 7 Jahren sollte ein Arzt aufgesucht werden.

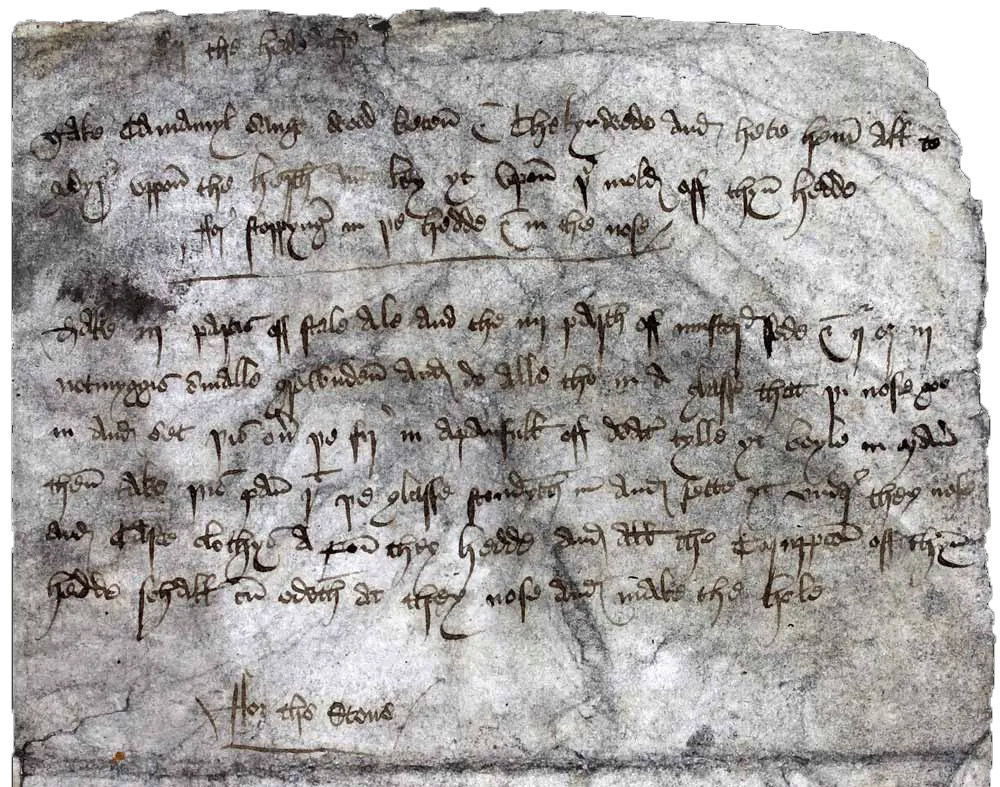
Behandlung von Kopfschmerzen und Erkältungen (15. Jahrhundert)

Ein sehr frühes Dokument aus dem 15. Jahrhundert rät zur Therapie von Kopfschmerzen, indem man Kamille, Salbeiholz, echte Betonie, Portulak zusammen erhitzt und sich das Gemisch auf den Scheitel legt.

## Seltenere Kopfschmerzformen
Primärer HustenkopfschmerzDauert weniger als 60 Sekunden; meist beidseitig vorhanden mit einem Schwerpunkt am Hinterkopf.
benigner AnstrengungskopfschmerzIn Verbindung mit (starker) körperlicher Anstrengung auftretender, beidseitiger pochender Kopfschmerz, der fakultativ von vegetativen Symptomen begleitet ist (Übelkeit, Erbrechen), kann bis zu 24 Stunden andauern.
(post)koitaler KopfschmerzEin dumpfer, pulsierender, beidseitiger, meist okzipital lokalisierter Kopfschmerz während oder nach dem Geschlechtsverkehr, kann für Minuten bis Tage bestehen. Wichtigste Differentialdiagnose, die unbedingt ausgeschlossen werden muss (durch bildgebende Verfahren und klinische Untersuchung) ist die Subarachnoidalblutung.
DialysekopfschmerzTritt während bzw. nach einer Dialysebehandlung auf und ist gut mit Paracetamol zu therapieren.
Hemicrania continuabeschreibt einen dauerhaften, halbseitigen Kopfschmerz, der gut auf Indometacin und Acetylsalicylsäure reagiert.
Kältekopfschmerz(umgangssprachlich englisch ice cream headache ‚Eiscremekopfschmerz‘ oder englisch brain freeze ‚Hirnfrost, Hirnvereisung‘ genannt) wird durch einen Kältereiz am Gaumen ausgelöst und ist ein meist temporal lokalisierter Kopfschmerz von 20 bis 30 Sekunden Dauer.
Dissektion extra- und intrakranieller GefäßeKopfschmerzen, die eine für das dissezierte Gefäß charakteristische Lokalisation haben: innere Halsschlagader (A. carotis interna) temporal und am Hals einseitig; Wirbelkörperarterie (A. vertebralis): am Hinterkopf, Rückseite des Halses; Hirnstammarterie (A. basilaris): ringförmig um den gesamten Schädel ziehend. Dissektionen, v. a. der A. vertebralis, bedürfen der sofortigen neurologischen Abklärung. Chirotherapie (Einrenken) darf bei Verdacht auf eine Dissektion nicht durchgeführt werden.
Postpunktioneller KopfschmerzMeist lageabhängiger Kopfschmerz am Hinterkopf und/oder Stirn, der 24 bis 48 Stunden nach einer Liquorpunktion auftritt.
Schlafgebundener KopfschmerzAuftreten ausschließlich aus dem Schlaf heraus.

### Leitlinien
- S1-Leitlinie Clusterkopfschmerz und trigeminoautonome Kopfschmerzen der Deutsche Gesellschaft für Neurologie e. V. (DGN). In: AWMF online (Stand 2015)
- S1-Leitlinie Kopfschmerz bei Übergebrauch von Schmerz- oder Migränemitteln der Deutsche Gesellschaft für Neurologie e. V. (DGN). In: AWMF online (Stand 2018)
- S1-Leitlinie Kopfschmerzen bei Kindern – Bildgebende Diagnostik der Gesellschaft für Pädiatrische Radiologie e. V. (GPR). In: AWMF online (Stand 2020)

### Fachliteratur
- A. May: Hints on Diagnosing and Treating Headache. In: Deutsches Ärzteblatt international. Band 115, Nummer 17, 04 2018, S. 299–308, doi:10.3238/arztebl.2018.0299, PMID 29789115, PMC 5974268 (freier Volltext) (Review).
- P. Rizzoli, W. J. Mullally: Headache. In: The American journal of medicine. Band 131, Nummer 1, Januar 2018, S. 17–24, doi:10.1016/j.amjmed.2017.09.005, PMID 28939471 (Review).
- Charly Gaul, Hans-Christoph Diener (Hrsg.): Kopfschmerzen. Pathophysiologie – Klinik – Diagnostik – Therapie. Thieme, Stuttgart 2016. ISBN 978-3-13-200491-7.
- Hartmut Göbel: Die Kopfschmerzen. 3., aktualisierte Auflage. Springer, Heidelberg, Berlin 2012, ISBN 978-3-642-20694-8.
- Alfons Hugger, Hartmut Göbel, Markus Schilgen (Hrsg.): Gesichts- und Kopfschmerzen aus interdisziplinärer Sicht. Evidenz zur Pathophysiologie, Diagnostik und Therapie. Springer, Berlin 2006, ISBN 3-540-23052-1.
- Klaus Poeck, Werner Hacke: Neurologie. Springer, Heidelberg 2006, ISBN 3-540-29997-1.